# Les Yeux de l'amour
Cet article possède un paronyme, voir Les Feux de l'amour.
Pour plus de détails, voir Fiche technique et Distribution.
Les Yeux de l'amour est un film franco-italien de Denys de La Patellière sorti en 1959.

## Synopsis
Sous l'occupation allemande, Jeanne Moncatel, jolie mais complexée, doit supporter sa mère, vieille acariâtre, qui lui répète sans cesse qu'elle est laide, ce qu'elle croit aussi. Elle recueille dans leur maison Pierre Ségur qui fuyait les Allemands et a eu les yeux brûlés. Sa vie en sera bouleversée.

## Fiche technique
- Titre : Les Yeux de l'amour
- Réalisation : Denys de La Patellière
- Assistant : Pierre Granier-Deferre
- Scénario : Denys de La Patellière et Roland Laudenbach d'après le roman Une Histoire Vraie de Jacques Antoine
- Dialogues : Michel Audiard
- Décors : Paul-Louis Boutié
- Costumes : Paulette Coquatrix
- Photographie : Pierre Petit
- Montage : Georges Alépée
- Musique : Maurice Thiriet
- Son : Raymond Gauguier
- Producteurs : Jacques Bernard-Levy, Louis Bernard-Levy et Bertrand Javal
- Société de production : Films Pomereu, Boréal Films, Serena Films
- Société de distribution : Pathé-Consortium-Cinéma
- Pays de production d'origine :  France/ Italie
- Format : Noir et blanc -  Son : mono
- Genre : Drame
- Durée : 100 minutes  (1 h 40)
- Date de sortie : 
  - France : 25 novembre 1959 (Paris)
- Affiche : Enzo Nistri (Italie)

## Distribution
- Danielle Darrieux : Jeanne Montcatel
- Jean-Claude Brialy : Pierre Ségur
- Françoise Rosay : Mme Montcatel mère
- Bernard Blier : docteur Andrieux
- Eva Damien : Denise
- Louis Seigner : Lemaître
- André Reybaz : le curé
- Pierre Vernier : ?
- Dominique Zardi : un homme sur le quai de la gare
- Suzanne Nivette : ?

## Citation
« Les Anglais croient avoir inventé l'humour, les Français l'ironie, les Russes, eux, ont inventé le roman épileptique, l'introspection rugissante, la métaphysique drolatique. Leurs auteurs évoluent dans le sanguinaire comme les nôtres dans le drame bourgeois. L'assassinat remplace le quiproquo. Chez eux, le père Duval n'emmerderait pas le monde longtemps, Marguerite lui cracherait dessus dès le premier acte et le doux Armand lui défoncerait le crâne avant la chute du rideau. Avec ces gens-là, on s'étrangle comme on se serre la main. Ça n'altère pas la bonne humeur ».[réf. nécessaire]